# DREAMS COME TRUE CONCERT TOUR 2017/2018 THE DREAM QUEST
『DREAMS COME TRUE CONCERT TOUR 2017/2018 THE DREAM QUEST』（ドリームズカムトゥルー コンサートツアー 2017/2018 ザドリームクエスト）は、DREAMS COME TRUEのライブビデオ。2018年7月7日発売。

## 解説
- 2017年10月から2018年3月にかけて行われた、全国アリーナツアーの模様を収録。
- 横浜アリーナ公演にて当日披露した全26曲を完全収録している。(164分54秒収録。)
- 3年ぶりとなるオリジナルアルバム「THE DREAM QUEST」を携えて行われ、ライブ中盤からはアルバムを曲順通りに完全再現。
- バンドメンバーは、浦嶋りんこ、最上三樹生、大谷幸、武藤良明、勝田一樹を中心としたKATZホーンズに加えドラムに坂東慧(T-SQUARE)らが参加した。
- ダンスパフォーマンスはAKSのSHIGE、KEITA。
- アンコールではRIN（FUN・P1号）とMIWA（FUN・P2号）のFUNK THE PEANUTS（ファンク・ザ・ピーナッツ）が登場する。
- 過去にDREAMS COME TRUEが他アーティストへと制作した楽曲も演奏されている。「あなたが笑えば」(観月ありさ)「普通の今夜のことを -let tonight be forever remembered-」(三浦大地)「ね、がんばるよ。」(KinKi Kids)の3曲。
- 『上下左右トータル12面体から成るステージで描いた生を超えるビジュアライズエンタテイメントだ。1曲1曲が12面体の違うエリア、演出で行われるため、座席の位置によってかなり見え方が異なるが、映像作品では、複数のカメラが捉えた映像をベストな角度で見られるため、会場で観たライヴとは違う、まったく新鮮な気持ちで楽しめる。滑走路のような長いセンターステージの天井が、ライヴ後半に入ると下がってきて、その上にもう一つ空中ステージとでも言うべきものが登場。』[1]
- 『「ドリクエ」は、ビジュアライズエンタテイメントへと進化する。まるで3D? 会場で観るよりも立体的にアルバムの世界観を感じられる生を超えたライヴビジュアライズエンタテイメント! ! 会場では気付けなかった、あんな演出・こんな仕掛けを再発見! 』
- 64ページにも及ぶ豪華ライブフォトブックが封入されている。

## 収録曲
1. OPEN SESAME
2. 決戦は金曜日
3. JET!!!
4. 24/7 -TWENTY FOUR/SEVEN-
5. 連れてって 連れてって
6. MARRY ME?
7. めまい
8. ESCAPE
9. CARNAVAL ~すべての戦う人たちへ~
10. NYドキュメンタリー映像 （NY2017）
11. TDQストーリー映像
12. THE THEME OF THE DREAM QUEST
13. KNOCKKNOCK!
14. 世界中からサヨウナラ
15. 秘密
16. あなたが笑えば - DCT VERSION -
17. その日は必ず来る - TDQ VERSION -
18. あなたと同じ空の下
19. 九州をどこまでも
20. 堕ちちゃえ
21. 普通の今夜のことを -let tonight be forever remembered-
22. 愛しのライリー
23. あなたのように

ENCORE
1. 太陽にくちづけを!~あたしたち、真夏のFUN・P~ (FUNK THE PEANUTS)
2. ね、がんばるよ。(FUNK THE PEANUTS)
3. LOVE LOVE LOVE
4. LAT.43゜N ~forty-three degrees north latitude~
5. 大阪LOVER